# 看那些小丑！
《看那些小丑！》（Look at the Harlequins!）是弗拉基米尔·纳博科夫的一部小说，出版于1974年。这是纳博科夫在1977年去世前出版的最后一部小说。

## 情节
《看那些小丑！》是一本虚构的自传，作者是俄罗斯裔美国作家瓦迪姆·瓦迪莫维奇（VV），与小说的作者弗拉基米尔（弗拉米罗维奇）纳博科夫有着不可思议相像的传记形象。
VV出生于革命前的圣彼得堡，由他的姑姑抚养长大，她建议他“看那些小丑！”“玩！创造世界！创造现实！”革命后，VV移居西欧。尼基福·尼科迪莫维奇·斯塔罗夫伯爵成了他的赞助人（他是VV的父亲吗？）VV遇见了成为他第一任妻子的艾里斯·布莱克。她被一位白俄流亡者杀害后，他又与他的长脖子打字员安妮特（安娜·伊万诺夫娜·布拉戈沃）结婚。他们生了一个女儿伊莎贝尔，移民到美国。婚姻失败了，安妮特死后，VV照顾女儿伊莎贝尔，现在称为贝尔。他们从汽车旅馆到汽车旅馆旅行。为了反驳丑陋的谣言，VV与路易丝·亚当森结婚，而贝尔则与一位美国人私奔到苏联。第三次婚姻失败后，VV再次结婚，在同一个日期又生了一个贝尔，他最后的爱。
VV是一个不可靠的敘事者，他给出相互矛盾的信息（例如，关于他父亲的去世），似乎有一些心理痛苦。